# Hospital da Cruz
Ne doit pas être confondu avec musée-hôpital de Santa Cruz.
Hospital da Cruz ou O Hospital en galicien (nom officiel), ou encore Hospital de la Cruz en espagnol, est une localité de la parroquia de San Mamede do Río dans le municipio de Portomarín, comarque de Lugo, province de Lugo, communauté autonome de Galice, au nord-ouest de l'Espagne.
Cette localité est traversée par le Camino francés du Pèlerinage de Saint-Jacques-de-Compostelle.

## Patrimoine et culture

### Pèlerinage de Compostelle
Par le Camino francés du Pèlerinage de Saint-Jacques-de-Compostelle, le chemin vient de la localité de Castromaior, dans le municipio de Portomarín.
La prochaine halte est la localité de Ventas de Narón, dans le même municipio de Portomarín.

## Sources et références
- (fr) Grégoire, J.-Y. & Laborde-Balen, L. , « Le Chemin de Saint-Jacques en Espagne - De Saint-Jean-Pied-de-Port à Compostelle - Guide pratique du pèlerin », Rando Éditions, mars 2006,  (ISBN 2-84182-224-9)
- (fr)« Camino de Santiago St-Jean-Pied-de-Port - Santiago de Compostela », Michelin et Cie, Manufacture Française des Pneumatiques Michelin, Paris, 2009,  (ISBN 978-2-06-714805-5)
- (fr)« Le Chemin de Saint-Jacques Carte Routière », Junta de Castilla y León, Editorial